# وو جينيان
وو جينيان هي ممثلة صينية ولدت في 16 أغسطس 1990.

## وصلات خارجية
- وو جينيان على موقع IMDb (الإنجليزية)
- وو جينيان على موقع قاعدة بيانات الفيلم (الإنجليزية)